# 보 디들리
엘러스 오타 베이츠(영어: Ellas Otha Bates, 1928년 12월 30일 ~ 2008년 6월 2일)는 보 디들리(영어: Bo Diddley)라는 예명으로 활동했으며, 블루스에서 로큰롤로 전환하는 데 핵심적인 역할을 한 미국의 기타리스트이자 가수이다. 버디 홀리, 엘비스 프레슬리, 비틀즈, 롤링 스톤스, 애니멀스, 조지 소로굿, 시드 배럿, 더 클래시 등 많은 아티스트에게 영향을 미쳤다.

## 생애
엘러스 오타 베이츠는 1928년 12월 30일, 미국 미시시피주 매콤에서 태어났다. 그는 10대 중반 시카고의 맥스웰 스트리트에서 공연을 하면서 음악활동을 시작했다. 당시 미국에서 유행하던 한 줄짜리 아프리카 기타 디들리 보를 따라 그때부터 보 디들리라는 예명을 사용했다.
1955년 블루스의 명가로 꼽히는 체스 레코드사와 계약했다. 그해 4월 데뷔 싱글 《Bo Diddley》를 발표해 1955년 미국 빌보드 리듬 앤 블루스 차트 1위에 올랐다. 이 노래에서 훗날 ‘보 디들리 비트’라는 이름으로 알려지는 원시 아프리카 리듬과 디스토션 기타를 사용해 명성을 얻었다.
1950년대 말부터 1960년대 말까지 〈Crackin Up〉(1959년 미국 빌보드 싱글차트 62위), 〈Road Runner〉(1960년 미국 빌보드 싱글차트 75위), 〈You Can't Judge A Book By The Cover〉(1962년 미국 빌보드 R&B차트 21위), 〈Ooh Baby〉(1967년 미국 빌보드 R&B차트 17위) 등을 히트시켰다.
이후 큰 히트곡은 없었지만 약 40년 동안 꾸준히 연주활동을 했지만, 2007년 미국 전역에서 순회공연을 하던 도중 뇌졸중과 심장마비를 일으켰고 결국 2008년 6월 2일 플로리다주 자택에서 사망했다.

## 음반 목록

### 정규 음반
- 1958년 Bo Diddley
- 1959년 Go Bo Diddley
- 1960년 Have Guitar Will Travel
- 1960년 Bo Diddley in the Spotlight
- 1960년 Bo Diddley Is a Gunslinger
- 1961년 Bo Diddley Is a Lover
- 1962년 Bo Diddley's a Twister
- 1962년 Bo Diddley
- 1963년 Bo Diddley & Company
- 1963년 Surfin' with Bo Diddley
- 1965년 Hey! Good Lookin'
- 1965년 500% More Man
- 1966년 The Originator
- 1970년 The Black Gladiator
- 1971년 Another Dimension
- 1972년 Where It All Began
- 1973년 The London Bo Diddley Sessions
- 1974년 Big Bad Bo
- 1976년 20th Anniversary of Rock & Roll
- 1983년 Ain't It Good to Be Free
- 1989년 Breakin' Through the B.S.
- 1989년 Living Legend
- 1992년 This Should Not Be
- 1996년 A Man Amongst Men

### 라이브 음반
- 1963년 Bo Diddley's Beach Party
- 1977년 I'm a Man
- 1985년 Bo Diddley & Co. – Live
- 1986년 Hey... Bo Diddley: In Concert
- 1988년 Live at the Ritz
- 1994년 Live

### 공동 음반
- 1964년 Two Great Guitars (with 척 베리)
- 1967년 Super Blues (with 머디 워터스, 리틀 월터)
- 1968년 The Super Super Blues Band (with 머디 워터스, 하울링 울프)